# Cantinflas
Cantinflas, vlastním jménem Mario Fortino Alfonso Moreno Reyes (12. srpna 1911 Ciudad de México – 20. dubna 1993 tamtéž) byl mexický herec. Ve své době byl nejpopulárnějším latinskoamerickým komikem a žurnalisté ho často srovnávali s Chaplinem.
Pocházel z početné rodiny listonoše, začínal jako kabaretní tanečník a cirkusový klaun, přivydělával si také boxem, v roce 1936 natočil svůj první film. Vynikl především v rolích chudých venkovanů (pelados). Natočil přes čtyři desítky filmů, nejčastěji spolupracoval s režisérem Miguelem Delgadem. Hrál také v divadle Teatro de los Insurgentes. Podařilo se mu prosadit i v Hollywoodu: za roli sluhy Passepartouta ve filmu Cesta kolem světa za osmdesát dní získal v roce 1956 Zlatý glóbus za nejlepší mužský herecký výkon (komedie / muzikál). Kromě toho získal dvakrát cenu Ariel (1952 a 1987) a má hvězdu na Hollywoodském chodníku slávy. Koncem padesátých let vydělával půldruhého milionu dolarů ročně a byl nejlépe placeným komikem světa.
Stál rovněž v čele odborové organizace mexických filmařů a byl ve své zemi populární díky rozsáhlé charitativní činnosti.
V roce 2014 o něm Sebastian del Amo natočil životopisný film, v němž hrál Cantiflase Óscar Jaenada.